# Râul Cărunta
Râul Cărunta este un curs de apă, afluent al râului Ciobănuș. Confluența cu râul Cărunta definește limita superioară a sectorului pe care pescuitul este permis pe râul Ciobănuș.